# Décès en mai 2000
Décès
- 1996
- 1997
- 1998
- 1999
- 2000
- 2001
- 2002
- 2003
- 2004

Pour une information complémentaire, voir la page d'aide.

| Date    | Nom                       | Activités                                                 | Âge | Source |
| ------- | ------------------------- | --------------------------------------------------------- | --- | ------ |
| 1er mai | Steve Reeves              | bodybuilder, acteur et scénariste américain               | 74  |        |
| 3 mai   | John Joseph O'Connor      | cardinal américain, archevêque de New York                | 80  |        |
| 5 mai   | Gino Bartali              | coureur cycliste italien                                  | 85  |        |
| 8 mai   | André Fortin dit « Dédé » | auteur-compositeur-interprète québécois, mort par Seppuku | 37  |        |
| 8 mai   | József Köböl              | homme politique hongrois                                  | 90  | (hu)   |
| 9 mai   | Todor Krastev             | footballeur international bulgare                         | 54  |        |
| 10 mai  | Eugène Leroy              | peintre français                                          | 89  |        |
| 12 mai  | Adelaida Avagyan          | femme médecin arménienne                                  | 76  |        |
| 13 mai  | Paul Bartel               | acteur, producteur, réalisateur et scénariste américain   | 61  |        |
| 13 mai  | Olivier Greif             | compositeur français                                      | 50  |        |
| 13 mai  | Jumbo Tsuruta             | catcheur japonais                                         | 49  |        |
| 17 mai  | Yola Cain                 | aviatrice jamaïcaine                                      | 46  |        |
| 19 mai  | Yevgeny Khrunov           | cosmonaute soviétique                                     | 66  |        |
| 20 mai  | Jean-Pierre Rampal        | flûtiste français                                         | 78  |        |
| 21 mai  | Barbara Cartland          | écrivaine britannique                                     | 98  |        |
| 21 mai  | Hocine Gasmi              | footballeur algérien                                      | 26  |        |
| 21 mai  | Sir John Gielgud          | acteur britannique                                        | 96  |        |
| 25 mai  | Nicholas Clay             | acteur britannique                                        | 53  |        |
| 25 mai  | Francis Lederer           | acteur et réalisateur américano-allemand                  | 100 |        |
| 26 mai  | Max Schellenberg          | coureur cycliste suisse                                   | 72  |        |
| 27 mai  | Gonzalve de Bourbon       | duc d'Aquitaine                                           | 63  |        |
| 27 mai  | Maurice Richard           | joueur de hockey sur glace professionnel canadien         | 78  |        |
| 28 mai  | Robert Savary             | peintre et lithographe figuratif français                 | 80  |        |
| 28 mai  | Vincentas Sladkevičius    | cardinal lituanien, archevêque de Kaunas                  | 79  |        |
| 31 mai  | Walter Sparrow            | acteur britannique                                        | 73  |        |